# Brakkenberg

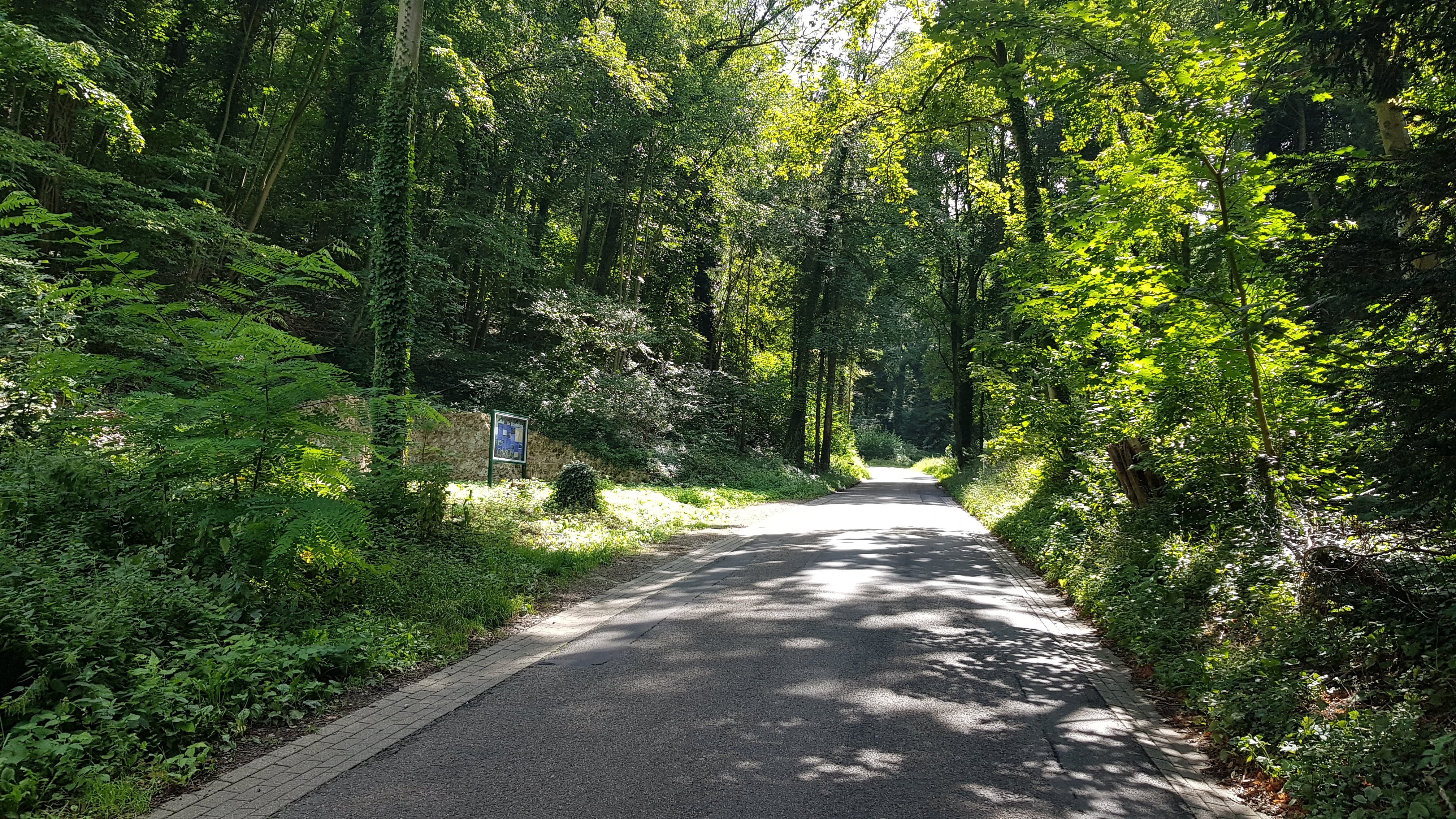
Vogelzangweg

De Brakkenberg is een heuvel in het Heuvelland gelegen nabij Geulhem in het zuiden van de Nederlandse provincie Limburg. De helling verbindt Geulhem met het hoog gelegen Berg via de Vogelzangweg. Naast de helling ligt Kasteel Geulzicht. De helling ligt parallel met de westelijker gelegen Geulhemmerberg.
Onder de Brakkenberg ligt de Barakkengroeve.

## Wielrennen
De helling is meermaals opgenomen in de wielerklassieker Amstel Gold Race. De laatste jaren is dit juist tweemaal als afdaling vanaf de finish-doorkomst bij Vilt en Berg en Terblijt naar de Geulhemmerberg toe. 